# Soy gitano
Soy gitano es una telenovela argentina transmitida por Canal 13 desde el 6 de enero de 2003 hasta el 2 de febrero de 2004. Es protagonizada por Osvaldo Laport, Arnaldo André, Juan Darthés, Julieta Díaz y Romina Gaetani. Coprotagonizada por Valentina Bassi, Malena Solda, Joaquin Furriel, Eugenia Guerty, Juan Palomino y Julia Calvo
. Junto con Antonio Grimau, Laura Azcurra, Silvia Kalfaian, Roberto Carnaghi, Juan Gil Navarro y Graciela Stéfani en los roles antagónicos, y la participación estelar de las primeras actrices  Betiana Blum y Luisina Brando

## Sinopsis
Hace veinticinco años, Jano Amaya (Antonio Grimau) perdió al amor de su vida, Amparo (Luisina Brando), quien se casó con Lázaro Heredia (Arnaldo Andre), su amigo de siempre. El destino dictado por sus padres hizo que uno se quedara con la mujer del otro, y así nació una rivalidad firmada por el odio y la venganza. Jano intentó recuperar a Amparo, quien seguía enamorada de Lázaro aun cuando ese hombre estaba destinado a su hermana, Alba (Betiana Blum).
Amador (Osvaldo Laport), uno de los hermanos de Lázaro, conoce a Mora Amaya (Julieta Díaz), hija de Jano, que acababa de llegar de Uruguay, donde vivía con su madre después de que ésta abandonara a Jano y fuera excluida del clan deshonrosamente. El amor de Mora y Amador se vio impedido por el odio de sus familias y por la aparición de Josemi (Juan Darthés), el otro hermano de Lázaro, quien también se enamoró de Mora. Amador renunció a Mora al darse cuenta de que a quien realmente amaba era a Isabel (Romina Gaetani), la hija de Alba, quien también se enamoró de él.
Maite (Malena Solda) era la hermana menor de los Heredia. Su padre pretendía que se casara con un gitano adinerado; ella no podía negarse, pero mantenía un romance secreto con el Niño (Joaquín Furriel), el menor de los Amaya.
Amador no quiere seguir bajo el mando de su hermano mayor, quien se convirtió en el jefe de la familia después de la muerte de su padre. Se enfrenta con Lázaro y decide abrir un lugar sagrado: el tablado de su padre, un sitio que después de su muerte fue cerrado para siempre y que todos los hermanos juraron no volver a abrir. Cuando el juramento es violado, la armonía familiar se rompe.

## Personajes

### Protagonistas
- Osvaldo Laport como Amador Heredia. (1-251)
- Arnaldo Andre como Lázaro Jesús Heredia. (1-251)
- Juan Darthés como José Miguel "Josemi" Heredia. (1-209)
- Julieta Díaz como Mora Amaya. (1-251)
- Romina Gaetani como Isabel Salvatori/Heredia.  (1-251)
- Valentina Bassi como Luz Reyes. (1-187)
- Betiana Blum como Alba Ester Soto. (1-251)
- Malena Solda como Maite Heredia. (1-251)

### Elenco protagónico
- Antonio Grimau como Jano Amaya.
- Luisina Brando como Amparo Jorgelina Soto.
- Juan Palomino como Ángel de Jesús Amaya.
- Joaquín Furriel como Rafael "El Niño" Amaya.
- Maximiliano Ghione como Silverio Soto.
- Luis Ziembrowski como Sacho.
- Toti Ciliberto como Walter Marcelo "Tomate" Barraza.
- Eugenia Guerty como Vanina Judith Trunsky.
- Humberto Serrano como Humberto Salvatori.
- Jorge Baldini como  Diego Valdéz Salvatori

### Actuaciones especiales
- Lucía Galán como Amparo Lombardo. (Amante de Jano)
- Laura Azcurra como María Emilia Calleja.
- Antonio Ugo como Juan Gaitan.
- Ernesto Claudio como Enzo.
- Julia Calvo como Concepción.
- Carolina Valverde como Macarena.
- Duilio Orso como Pastor.
- Oscar Alegre como Jordán.
- Roberto Vallejos como Julián Ibáñez "El Príncipe".
- Mario Labarden como Don Tali.
- Paula Siero como Rosa Ramos.
- Silvia Kalfaian como Nuria.
- Roberto Carnaghi como Don Vittorio Malvestitti.
- Juan Gil Navarro como Segundo Soto.
- Mario Moscoso como Dr. Alvarez.
- Ramiro Blas como  Pepito.
- Graciela Stéfani como María Julia "Gavilana" Gavilan.
- Oscar Núñez como Cristóbal.
- Mirta Wons como Betina.
- Roly Serrano como Antonio.
- Andrés Tiengo como Calleja.
- Nacho Gadano como Dardo.
- Sandro como Relator del poema final.

### Cameos
- Rosario Flores
- Javier Calamaro

### Descripción de los personajes
- Amador Heredia (Osvaldo Laport)

Es el segundo hermano de la familia Heredia. Un gitano atractivo, simpático y mujeriego. Es un hombre directo y que siempre que quiere algo, pelea hasta conseguirlo. Decide reabrir el tablado "Heredia", un negocio que perteneció a su padre y que se mantuvo cerrado desde que este murió. Allí conoce a Mora Amaya, la mujer que enamoró a su hermano Josemi y con quien tuvo una aventura, y a Isabel, quién comienza a trabajar en el tablado como su cocinera y de quién poco a poco comienza a enamorarse. Finalmente se da cuenta de que a quien realmente ama es a Isabel. Este amor "prohibido" los lleva a tener que enfrentar muchos obstáculos. Ambos terminan fugándose juntos, se casan y tienen cinco hijos.
- Lázaro Heredia (Arnaldo Andre)

Es el hermano mayor de la familia Heredia. Un tipo seguro, seductor y un líder natural. Muy respetado por su capacidad de manejar y generar negocios, por su honestidad y su mano firme. Desde que falleció su padre, dedica su vida a los negocios y a la familia, compuesta por sus tres hermanos: Amador, Josemi y Maite. Está casado con Amparo y desconoce que tiene una hija con Alba: Isabel. Cuando descubre que Isabel es su hija, Lázaro cree tener nuevamente sentimientos por Alba, pero después de tantas confusiones, Lázaro decide renunciar al amor de las hermanas Soto.
- José Miguel "Josemi" Heredia (Juan Darthés)

Pasional, arriesgado, vehemente y peleador. A pesar de vivir siempre en el límite, es un tipo de un enorme corazón, dispuesto a dar lo que sea por la gente que quiere. Vive haciendo negocios a espaldas de su hermano mayor y siempre en el límite de la ilegalidad, como para desafiarlo. Es mujeriego, pero a diferencia de Amador, es frontal y carece de sutileza. Estaba enamorado de Mora. Tuvo una breve relación con María, la "Gavilana" y Rosa, pero eligió a Mora, con quién se casó y con quien quería formar una familia. Desafortunadamente, murió a causa de un ritual hecho por Nuria, salvando la vida de Mora. Poco tiempo después, Mora descubrió que estaba embarazada. Su hijo se llamó Miguel, en honor a su padre.
- Mora Amaya (Julieta Díaz)

Es la hija de Jano y hermana de Ángel y "El Niño". Fue criada por su madre en Uruguay, quien se fue de Buenos Aires escapando del maltrato del padre. Mora regresa ahora ya que su madre acaba de morir. A pesar de que sigue y respeta las tradiciones familiares, está en contra de la decisión de su padre de casarla con un hombre al que ella no conoce. Aunque tuvo una pequeña aventura con Amador, se dio cuenta de que en realidad amaba a Josemi y aceptó casarse con él. Tras la muerte de Josemi, Mora descubre su embarazo.
Al final, se muestra a Mora, diez años después, bailando flamenco en el escenario de un tablado, siendo observada con admiración por su hijo Miguel, tal y como lo hacía su padre Josemi.
- Isabel Salvatori/Heredia (Romina Gaetani)

Es la hija de Alba y de Lázaro, pero desconoce que él es su verdadero padre. Desde que nació cree que su padre es Humberto, un payo que ayudó a su madre desde que se quedó sola y embarazada, y Alba se empecina en ocultarle la verdad para siempre. Pero el destino conduce a Isabel directamente al tablado de la familia Heredia, donde comienza a trabajar como cocinera y conoce a Amador, el hermano menor de Lázaro. Se enamora de él, desconociendo totalmente que se trata de su tío. Isa demuestra ser una mujer fiel y muy decidida a pelear por lo que quiere. Le gusta mucho bailar flamenco y descubre que posee un don muy especial que le permite tener visiones que predicen situaciones futuras, el cual utiliza para ayudar a los demás. Amador termina enamorándose profundamente de ella y, tiempo después de descubrir la verdad y enfrentar miles de obstáculos, deciden fugarse juntos. Se casaron y tuvieron cinco hijos juntos.
- Alba Soto (Betiana Blum)

Es gitana, hermana de Amparo y amor de Lázaro en la juventud. Es una mujer llena de vida que, tras ser descubierta su relación "ilegal" con Lázaro, fue expulsada por la comunidad gitana. Sola y embarazada, Alba se casó con Humberto Salvaroti, un "payo", con quien armó una nueva vida al margen de los gitanos. Siempre se expone y es crédula. Tuvo a su única hija, Isa, a quien crio junto a Humberto. Aunque el verdadero padre de Isabel era Lázaro, él nunca supo que Alba había quedado embarazada de él. Decidió, también, ocultarle la verdad a Isa desde que nació y se empecinó en jamás decircela. Por esa razón, siempre intentó de mil maneras frenar el amor entre su hija y Amador, pero fue imposible. Cuando Isabel está al borde de la muerte y Lázaro es el único que puede salvarla, le confiesa que es su hija.
Al final, se da cuenta de que Lázaro en realidad no la ama y decide seguir con su vida. Diez años después, encuentra el amor en un joven de 28 años y acepta casarse con él. 
- Amparo Soto (Luisina Brando)

Esposa de Lázaro. Con él no pudieron tener hijos, lo que la hizo acomplejada como mujer gitana. A pesar del dolor y la enojo, ella se abocó a criar a los hermanos de su marido y se convirtió en la madre sustituta. Es la que lleva la casa adelante, la que sabe los movimientos de todos, la que descomprime o mete presión entre los hermanos, según le convenga. Es una mujer amargada por el desamor de su marido, dura, y es totalmente opuesta a su hermana Alba. Se queda con Jano, quien fue el amor de toda su vida.
- Jano Amaya (Antonio Grimau)

Es el líder de la familia Amaya. Es viudo y tiene tres hijos: Ángel, "El Niño" y Mora. En la intimidad es oscuro y siniestro, pero se muestra amable y conciliador ante los demás. Si bien acepta públicamente la autoridad de Lázaro, por detrás se ocupa de hacer planes para desbancarlo. Ama a Amparo y sigue luchando por recuperar su amor.
- Luz Reyes (Valentina Bassi)

Es gitana y está casada con Ángel. Sabe manejar bien a su marido, vive adorándolo y adulándolo como forma de ocultar su coqueteo con Lázaro. Se lleva mal con su suegro. Vive atrapada en la casa de los Amaya y sufre por los maltratos de su marido. Muere a manos de Jano.
- Ángel Amaya (Juan Palomino)

Es el hijo mayor de Jano Amaya. Es violento y salvaje. Muy parecido a su padre, pero a diferencia de éste, no tiene la capacidad de fingir o simular públicamente. Está a cargo del desarmadero de su padre y la banda que roba autos para reducir. Estuvo casado con Luz, a quien maltrató durante los años que convivieron, a pesar de estar completamente enamorado de ella. Cuando ella murió, se casó con Vanina y tuvo una hija, a la que le puso Luz, como su difunta esposa.
- Maite Heredia (Malena Solda)

La hermana menor de la familia Heredia. Muy querida por sus hermanos, pero ignorada permanentemente en las decisiones y con un mandato muy fuerte de seguir con las tradiciones. Pero ella tiene otras inquietudes, desea estudiar y sostiene que se puede seguir siendo gitana a pesar de incorporar cosas de los "payos". Tiene la imagen fuerte de los tres hermanos, es la más sumisa de las mujeres y de todos modos se rebela. Está enamorada de "El Niño", aunque su amor tiene muchos obstáculos debido a María, su ex mejor amiga que acabó obsesionándose con El Niño y haciendo miles de hechizos y tratos con Nuria para separarlos. Tras acabar finalmente con María, ambos se casan y en el final se revela que tuvieron una hija y esperaban un segundo hijo en camino.
- Rafael "El Niño" Amaya (Joaquín Furriel)

Es hijo de Jano y hermano de Ángel y Mora. Es un chico noble, orgulloso de su origen pero al que le cuesta más que a los otros la integración con los "payos" de su edad. No le interesan los negocios de la familia y trata de zafar siempre que puede. Está enamorado de Maite, pero su relación con ella se ve afectada numerosas veces a causa de María, quien lo manipulaba con hechizos para mantenerlo alejado de Maite, y hasta logró que se casara con ella. Incluso después de su muerte a manos de Jano, el espíritu de María continuó atormentándolos hasta que El Niño lleva a cabo una especie de "ritual" que acaba con ella para siempre.
Al final, vive felizmente casado con Maite y tuvieron dos hijos juntos.
- Diego Valdez Salvatori

(Jorge Baldini)
Sobrino de Humberto y primo de Isabel, al igual que su tío, odia a los gitanos, especialmente a Angél y Josemi, pero luego se hace amigo de ellos. Diego es un joven fuerte, musculoso y apuesto, trabaja como leñador y prepara sillas, mesas y cosas de madera, y vende a Restaurantes y Cafés, y es vecino del Bar Heredias. Amaba a una joven llamada Brenda, se adoraban, pero después de que Brenda muere, por culpa de Sacho, la quiere violar. Diego también tuvo una relación con Luz, luego de eso termina con el Doctor Dani.
- Walter "Tomate" Barraza (Toti Ciliberto)

Fue criado en el seno de la familia Heredia, pero no es gitano. Y ese es su sueño: ser uno de ellos. Se casa con Vanina, pero muere salvando a Amador de un incendio.
- Humberto Salvatori (Humberto Serrano)

Esposo de Alba y supuesto padre de Isa. Odia a los gitanos y su condición para ayudarla fue que se desprendiera de su pasado. Tiene un negocio de autopartes que siempre quieren comprarle los de la familia Amaya y él se resiste a vender. Muere a manos de un prestamista a quién le debía mucha plata.
- Silverio Soto (Maximiliano Ghione)

Gitano, sobrino de Amparo y Alba. Vive en la casa con ellos. Es al que siempre tratan de colocar en cada uno de los negocios que emprenden y nunca funciona en ningún trabajo.
- Vanina Trunksy (Eugenia Guerty)

A pesar de no ser gitana, es una fanática del flamenco. Cuando Amador reabre el tablado, Vanina llega interesada en el puesto de camarera. Desde entonces, se volvió la amiga incodicional de Isabel y Amador, a quienes siempre apoyó y ayudó para que pudiesen estar juntos. Se enamora de "Tomate", con quien se termina casando, pero él muere. Años después, Vanina se casa con Ángel, con quien tuvo a su hija Luz.
- Sacho (Luis Ziembrowski)

Empleado de los Amaya. Es el que se ocupa junto con Ángel de los trabajos "sucios". Es quien amenaza a los clientes cuando hay deudas y ayuda a negociar con la banda que roba autos para desarmar.
- María Calleja (Laura Azcurra)

Comienza como la amiga de Maite. Tuvo una relación con Josemi y este la deja por Mora. Luego se enamora de "El Niño" y cuando ve que va a perderlo ya que él ama a Maite, comienza a crear los planes más malvados con tal de separarlos. Incluso llega a casarse con él. Es la más mala de las mujeres de la historia, y empecinada por tener el amor de su marido, no se detiene ante nada. En primera instancia muere estrangulada por Jano pero luego su cadáver revive y la única forma de deshacerse de él es recibiendo una puñalada en el corazón siendo "El Niño" quien se la propicie.
- Concepción (Julia Calvo)

Es hermana de Nuria, pero totalmente opuesta a ella. Concepción siempre utilizó sus poderes y dones para el bien. Siempre estaba presente para ayudar a los Heredia y a los Amaya. Muere a manos de Nuria, no sin antes dejarle su talismán a Isabel, quien se había convertido en su discípula. 
- Nuria (Silvia Kalfaian)

Una bruja oscura que siempre sintió celos de su hermana Concepción, por lo que se empecina en matarla y apoderarse de su poderoso talismán con el objetivo  de usarlo para fines malvados. Asesina a Concepción, pero Isabel logra vencerla cuando intentaba obtener el talismán y acaba en el infierno.

## Premios

### Premios Martín Fierro
| Año  | Categoría                                   | Receptor                                       | Resultado |
| ---- | ------------------------------------------- | ---------------------------------------------- | --------- |
| 2003 | Mejor Telenovela                            | Mejor Telenovela                               | Nominada  |
| 2003 | Mejor Director                              | Jorge Nisco Sebastián Pivotto                  | Nominados |
| 2003 | Mejor Autor / Libretista                    | Marcela Guerty Marcos Carnevale                | Nominados |
| 2003 | Mejor Actor - Telenovela                    | Juan Darthés                                   | Nominado  |
| 2003 | Mejor Actriz - Telenovela                   | Julieta Díaz                                   | Nominada  |
| 2003 | Mejor Actriz - Telenovela                   | Romina Gaetani                                 | Nominada  |
| 2003 | Actor de reparto - Drama y/o Comedia        | Antonio Grimau                                 | Nominado  |
| 2003 | Actor de reparto - Drama y/o Comedia        | Joaquín Furriel                                | Nominado  |
| 2003 | Actriz de reparto - Drama y/o Comedia       | Betiana Blum                                   | Nominada  |
| 2003 | Mejor Canción Original                      | "Mi Religión" interpretado por Javier Calamaro | Ganador   |
| 2003 | Participación Especial en Ficción Masculina | Roberto Carnaghi                               | Nominado  |

### Premios Clarín
| Año  | Categoría                | Receptor                        | Resultado |
| ---- | ------------------------ | ------------------------------- | --------- |
| 2003 | Mejor Ficción Diaria     | Mejor Ficción Diaria            | Nominada  |
| 2003 | Mejor Director           | Jorge Nisco Sebastián Pivotto   | Nominados |
| 2003 | Mejor Autor / Libretista | Marcela Guerty Marcos Carnevale | Nominados |
| 2003 | Revelación Masculina     | Joaquín Furriel                 | Nominado  |
| 2003 | Revelación Femenina      | Julia Calvo                     | Nominada  |

## Relación con otras tiras dePol-ka Producciones
- Los Únicos

Amador Heredia (Laport) contrata a Los Únicos para solucionar un problema con un deudor por un vehículo

## Sucesión de tiras diarias dePol-ka Producciones
| Predecesor: ''099 Central'' | ''Soy gitano'' 2003/2004 | Sucesor: ''Padre Coraje'' |